# ジャン＝フィリップ・クラッソ
ジャン＝フィリップ・ニルス・ステファン・クラッソ（フランス語: Jean-Philippe Nils Stephan Krasso、1997年7月17日 - ）は、コートジボワールとフランスのサッカー選手。ポジションはフォワード。

## 経歴
2020年5月28日、ASサンテティエンヌと3年契約を締結した。
2023年6月20日、レッドスター・ベオグラードと4年契約を締結した。
2024年7月6日、パリFCと3年契約を締結した。